# Elota
Elota é um município do estado de Sinaloa, no México. De acordo com o censo de 2010, possuía 42907 habitantes.